# David Wilson (skådespelare)

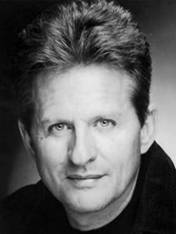
David Wilson

David Patrick Wilson född 26 februari 1949 i Jamaica, New York, är en amerikansk skådespelare. 

## Filmografi (urval)
- 1990 - Coins in the Fountain
- 1984 – Slagskämpen
- 1984 – Sköna juveler
- 1983 - Eddie and the Cruisers